# Noisehunter
Noisehunter sind eine deutsche Hard-Rock- bzw. Heavy-Metal-Band, die weltweit etwa eine halbe Million Tonträger verkauft hat.

## Bandgeschichte
Noisehunter wurden Ende der 1970er Jahre von Hanni Vassiliadis (v/g), Erwin Perle (g) und Ronny Lewandowski (dr) unter dem Namen Noise in Hackenbroich/Dormagen (Kreis Neuss) gegründet. Nach einigen rechtlichen Konflikten einigte man sich Mitte der 1980er Jahre auf den Bandnamen Noisehunter.
Kurz danach wurde die erste Demo in den Dierks Studios in Stommeln aufgenommen und die Band bekam einen Plattenvertrag bei dem Label GAMA-Records, bei dem das erste Album mit dem Namen Time to Fight erschien. Kurz danach ging es auf eine erfolgreiche Deutschland-Tournee. Der damalige Bassist Rainer Hormel verließ die Band und wurde durch Matthias Nicklas ersetzt.
In diesem Line-up wurde die bisher erfolgreichste Noisehunter-Scheibe Spell of Noise eingespielt. Noisehunter spielten als erste deutsche Metalband 1989 in der DDR und tourten außerdem in Österreich, Frankreich, den Niederlanden, Belgien, der CSSR und Ungarn.
Kurze Zeit später kaufte das internationale Label ZYX Music die gesamten Rechte an der Band und man konnte den Breeze Musik Verlag (Scorpions/Accept) als Partner verpflichten.
1989 wurde für das neue Label das Album Too young to die eingespielt, das weniger Metal als die beiden Vorgänger bot und etwas kommerzieller klang. Das Album kam bei den vielen Metalfans nicht besonders gut an.
Anfang der 1990er Jahre verließen Erwin Perle und Matthias Nicklas die Band und man versuchte sich weiterzuentwickeln. Hanny Vassiliadis räumte seinen Gesangsposten und spielte nur noch Rhythmusgitarre und man verpflichtete einen talentierten Nachwuchssänger. Label und Vertrieb hatten aber kein Interesse mehr an einer weiteren Veröffentlichung, da man einen weiteren Flop befürchtete. Daher wurden einige Demos in Eigenregie aufgenommen, aber erst Jahre später veröffentlicht. Nach einigen Jahren im Underground löste sich die Band 1997 auf und Bandgründer Hanni behielt als Hauptsongwriter die musikalischen Rechte.
Hanni Vasiliadis eröffnete in einem Neusser Vorort eine Rock- und Metalkneipe und machte nebenberuflich Schlagermusik in dem Duo Die Originalen. Auf der Bühne war er kaum mehr anzutreffen, Ausnahme bildeten hier einige Gastauftritte mit lokalen Heavy-Bands, wie z. B. den Blackmetallern von Wishing Nightfall aus Köln oder der Dormagener Heavy-Rock-Band Bloody Rain.
Im Jahr 2004 verkaufte Bandboss Hanni Vassiliadis die Rechte an das Label Karthago Records. Die drei alten Scheiben wurden remastered und mit Bonustracks versehen neu aufgelegt, und es erschien ein neues Album mit dem Namen Rock Shower. Auf diesem Album befanden sich die Stücke, die in den 1990er Jahren mit dem damaligen neuen Sänger aufgenommen wurden.

## Diskografie
- 1986 Time to Fight
- 1987 Spell of Noise
- 1989 Too young to die
- 2005 Rock Shower